# Lungarno Benvenuto Cellini
Il lungarno Benvenuto Cellini è quel tratto della sponda sud dei lungarni fiorentini che va da piazza Giuseppe Poggi a piazza Ferrucci e il ponte di San Niccolò.

## Storia e descrizione

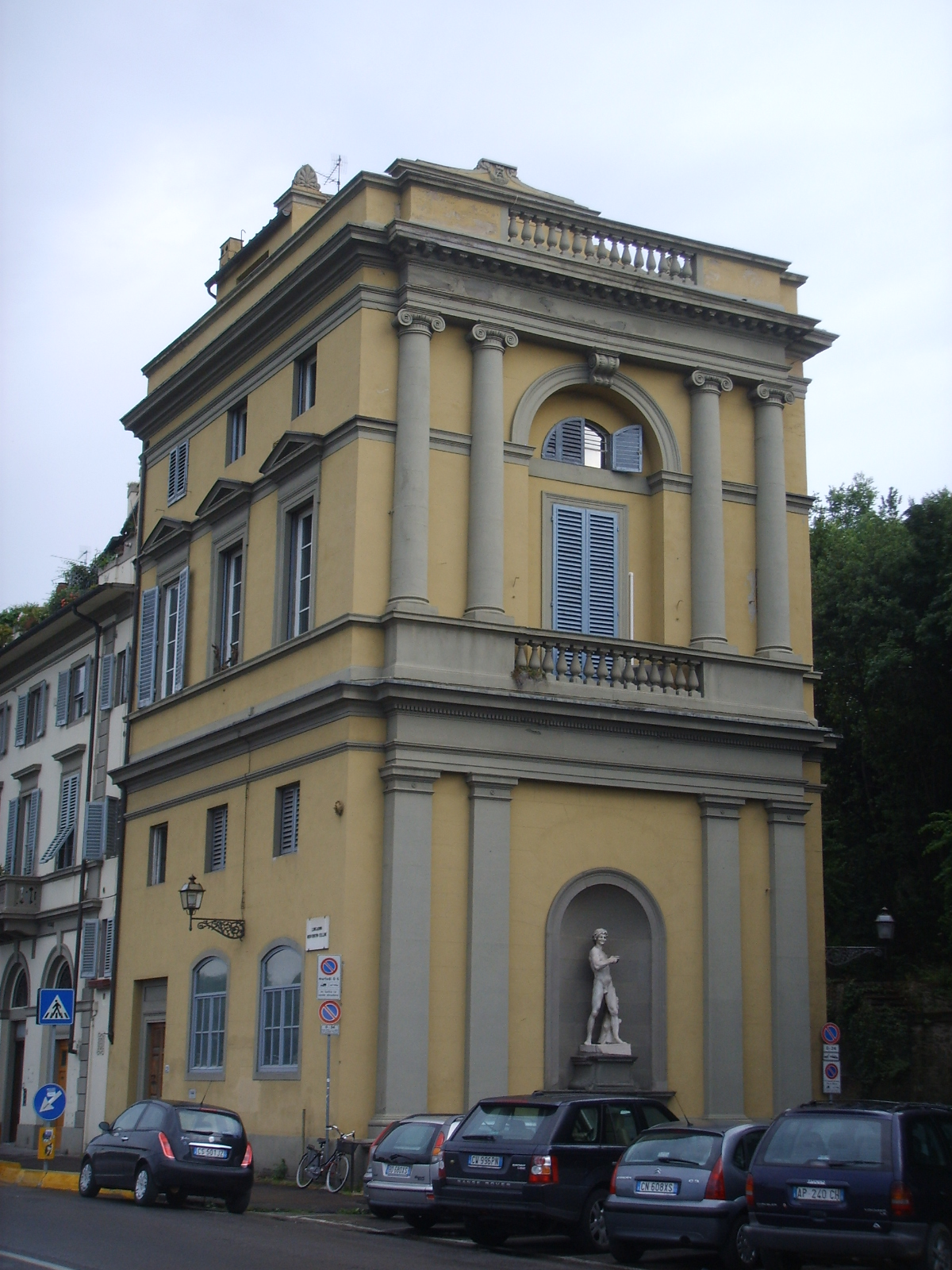
Il palazzo sul lungarno Cellini con la fontana del Bacchino

Il lungarno Cellini venne aperto come passeggiata cittadina lungo il fiume nel 1874 e dedicato al grande orafo fiorentino nel 1876. 
All'incrocio con via delle Fornaci venne posta una fontana detta del Bacchino, opera di Giacomo Roster, ospitata in una nicchia con una statua in marmo bianco e una fonte, oggi chiusa, che versava in una vasca ovoidale posta sul basamento. 
Al n. 49 si trova una targa a Giulio Ginanni.
Nelle vicinanze, in via delle Fornaci, si trovava nel XIX secolo l'arena del teatro Diurno.